# Dirck Doncker

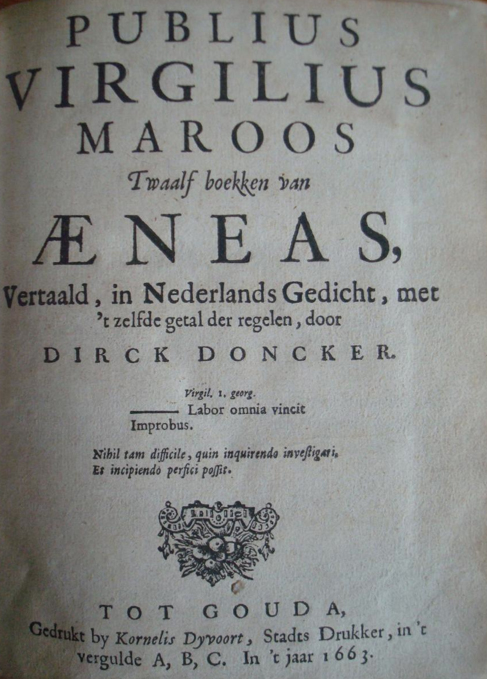
Titelblad van de eerste druk van "Publius Virgilius Maroos. Twaalf boekken van Aeneas" uit 1663 door Dirck Doncker

Dirck Doncker (Gouda?, omstreeks 1600 - aldaar, 1 april 1682) was een Noord-Nederlandse dichter en Aeneas-vertaler.

## Leven en werk
Doncker was een zoon van de lakenbereider Thomas Dircksz Doncker en Agatha van Erckel. Doncker werd evenals zijn vader lakenbereider. Hij was deken van het gilde van de lakenbereidersgilde. Doncker was niet onbemiddeld. Halverwege de 17e eeuw woonde hij met zijn eerste vrouw Emerentiana Sloos aan de Oosthaven te Gouda. Hij wijdde zich na zijn beroepsmatig bestaan aan de dichtkunst en aan het vertalen van het werk van de Griekse dichter Virgilius. In 1663 verscheen bij de Goudse stadsdrukker Cornelis Dyvoort zijn vertaling van de twaalf boeken van Aeneas. Het bijzondere van deze vertaling was, aldus Wisse Smit, dat hij zich bij zijn vertaalwerk hield "aan het aantal versregels bij Vergilius en voor elke hexameter één alexandrijn gaf, waardoor de omvang van hun beider
werk precies dezelfde was". Het portret van Virgilius in zijn boek was gemaakt door de Goudse schilder Christoffel Pierson. Van dit portret maakte de eveneens in Gouda werkzame graveur Hendrik Bary een gravure. Doncker vertaalde ook de andere werken van Virgilius. In 1688, zes jaar na zijn overlijden, verscheen er een uitgave van de complete vertaling. In 1703 verscheen de derde druk van Donckers vertaling. Daarnaast schreef Doncker ook zelf gedichten, die hij in 1680 publiceerde als "Klippel veerskens". Hij schreef de lijkdichten bij het overlijden van twee Goudse rooms-katholieke geestelijken Petrus Purmerent en Willem de Swaen. Doncker hertrouwde na het overlijden van zijn eerste vrouw met Maria de Bruyn. Doncker overleed in april 1682 in zijn woonplaats Gouda. Hij werd begraven in de Sint-Janskerk te Gouda. Op de grafsteen van Doncker en Emerentiana Sloos staat het door hem geschreven gedicht "Die wel van ‘t sterven sterfd. Na ‘t leven ‘t leven erfd.", onder de letters B.V.D.Z. ("bid voor de zielen").